# Тайванс, Леон Габриэль
Леон-Габриэль Тайванс (также Леон Леонович Тайван; 25 мая 1944 года, Рига) – профессор, востоковед, доктор исторических наук (1990), руководитель Центра изучения Азии Латвийского университета.

## Биография
Родился в семье лютеранского пастора Леона Тайванса (25.06.1896-05.08.1965), который служил деканом Латгальского округа и викарием декана города Риги.
Окончил Институт восточных языков МГУ, там же защитил кандидатскую диссертацию (1979). Занимал должность ученого секретаря в Институте востоковедения АН СССР (1977–1985). Преподавал в Университете Висконсина (Eau Claire, США), МГИМО (Москва), Европейском гуманитарном университете (Минск), Духовной семинарии LELBA (Канада), Православной семинарии в Смоленске. Докторская диссертация (1990) по теме "Традиционная политическая культура островной Юго-восточной Азии".
Леон Габриэль является одним из основателей кафедры востоковедения факультета иностранных языков Латвийского университета (1991) и Латвийского музея оккупации (1993).
Основатель и руководитель Азиатского научного института Латвийского университета до 2009 года. Автор многих монографий, учебников, статей.